# West Point (Nebraska)
West Point è un comune degli Stati Uniti d'America, situato in Nebraska, nella contea di Cuming.